# Ernesto García
José Ernesto García Castañeda (Nieves, 26 febbraio 1884 – Nieves, 29 gennaio 1955) è stato un politico messicano che partecipò come soldato alla Rivoluzione messicana e alla battaglia di Zacatecas, prestando servizio sotto il grado di colonnello.

## Primi anni di vita e militari
José Ernesto García Castañeda nacque il 26 febbraio 1884 vicino a Nieves, Zacatecas come il secondo di sette figli (e l'unico figlio a vivere fino all'età adulta) di José García Ávila (1855–1935) e della sua prima moglie Marciana Castañeda Samaniego (1862–1893). Fu battezzato dodici giorni dopo, il 9 marzo, nella chiesa cattolica di Santa María de las Nieves. Dopo che Castañeda morì giovane per malattia, García si sposò di nuovo con Ignacia Balderas Martínez nel 1897 e ebbe altri quattro figli prima di morire nel 1901. Nel 1910 scoppiò la Rivoluzione messicana, spingendo il giovane García a arruolarsi e ad aiutare nella causa. In totale, partecipò a 29 azioni militari (inclusa la Battaglia di Zacatecas), salendo di livello e guadagnandosi il grado di colonnello attraverso il suo coraggio e valore.

## Più tardi vita e morte
Alcuni giorni dopo la battaglia di Zacatecas, tornò a Nieves e sposò Luciana Segura Burciaga (1890–1942) il 15 luglio 1914 (che era lo stesso giorno in cui il presidente Victoriano Huerta dimise dopo la sconfitta dell'esercito federale nella battaglia di Zacatecas). Nel 1930, García fu eletto per la prima volta in uno dei vari termini come presidente municipale del comune di Nieves (che dal 1963 è stato il comune del generale Francisco Murguía). Dopo la morte di Segura senza aver avuto figli, García sposò Rosa Hernández Delgado (1914–1978) il 10 febbraio 1943, rispettivamente 58 e 28 anni. Durante il loro matrimonio, hanno avuto 7 figli, 3 dei quali sono ancora vivi e vivono in Messico dal 2020. Il 28 gennaio 1955, García morì di polmonite all'età di 70 anni. È sepolto nel cimitero comunale.